# عباس أباد السفلي (أبهررود)
عباس أباد السفلی (بالفارسية: عباس‌آباد سفلی) هي قرية تقع في إيران في قسم أبهررود الریفي. يقدر عدد سكانها بـ 505 نسمة .